# Magdalena Helguera
Magdalena Helguera (Montevideo, 30 de enero de 1960) es una Licenciada en Letras y escritora de literatura infantil uruguaya. 

## Obras

### Literatura
- ¡Se ha encontrado! (Montevideo, 1993)
- Una enorme montaña de pasto (Montevideo, 1994)
- Mi amigo Hipojico (Montevideo, 1995)
- Juanita Fantasma (Montevideo, 1997; La Habana, 2009)
- Azul es el color del cielo (Montevideo, 1998)
- Un resfrío como hay pocos (Montevideo, 1999)
- María Secreto y su traje marinero (Montevideo, 2000)
- Como un volcán (Montevideo, 2001)
- Hoy llegan los primos (Montevideo, 2001)
- Siempre la misma egoísta (Montevideo, 2002)
- Cuentos asquerosos (Montevideo, 2002)
- Helicóptero, Montevideo (Montevideo, 2002)
- Planeta Monstruo (Montevideo, 2003)
- Los primos en la tapera del muerto (Montevideo, 2003)
- La cartera de mi abuela (Montevideo, 2004)
- A salto de sapo. Narrativa uruguaya para niños y jóvenes (Montevideo, 2004)
- espejos.uy (Montevideo, 2005)
- Árboles blancos (Montevideo, 2005)
- Alarma roja (Córdoba, 2005)
- El jabón no muerde (Montevideo, 2005)
- No se puede andar con monos y otros cuentos peligrosos (Montevideo, 2006)
- Flores de viento (Montevideo, 2007)
- La hora del chocolate (Montevideo, 2007)
- ¡Cuidado con el culantrillo! (Montevideo, 2008)
- En el medio del mundo (Montevideo, 2008)
- Con amigos es mejor (Montevideo, 2009)
- Sombras bajo mi cama (Montevideo, 2009)
- Juanita Fantasma (Novela, teatro y canciones) (Montevideo, 2010)
- Caraclasa (Montevideo, 2010)
- Con Tigo de la mano (Buenos Aires, 2011)
- Los primos y la monja fantasma (Montevideo, 2011)
- ¡Y justo a mí! (Lima, 2012)
- Museo de bicicletas (Montevideo, 2012)
- ¿Para qué sirve una vaca? (Quito, 2013)
- Cuando sea grande (Buenos Aires, 2013)
- CUIDADO ¡Pintora suelta! (Montevideo, 2014)
- Misterio del pollo mutante (Buenos Aires, 2014)
- Himalaya me avisó (Montevideo, 2015)
- Monstruo peludo (México, 2015)
- Con sombrero y sin bigote (Montevideo, 2016)
- El regalo de la tía Clara (Montevideo, 2017)[1]

### Ensayo e investigación
A salto de sapo: Narrativa uruguaya para niños y jóvenes (1918-1989) (Montevideo, 2004)

### Teatro
- El pozo de aire: cinco escritoras para cinco actrices (En coautoría.) (2003)
- Las llaves de mamá (2007)
- Juanita Fantasma y los derechos perrunos (2010)
- Juanita Fantasma y la campana de la escuela (2012)
- Novela y cuento adaptados al teatro por dos compañías teatrales: Hoy llegan los primos y Un resfrío como hay pocos
- Más grande que una lenteja (2016)

## Premios

### Internacionales
- 2007, Postulada para el Premio en Memoria de Astrid Lindgren (Astrid Lindgren Memorial Award), Suecia.
- 2005, Primer Premio Concurso Los Niños del Mercosur, de la Editorial Comunicarte de Córdoba (Argentina) por Alarma roja.
- 1999, Mención Especial Concurso “A la Orilla del Viento” (Fondo de Cultura Económica, México) por Como un volcán.
- 2004, Postulado para los mejores libros para niños y jóvenes por el Banco del Libro de Venezuela: María Secreto y su traje marinero.
- 2009, Mención de Honor en el II Concurso de Novela “Los jóvenes del Mercosur” de la Editorial Comunicarte de Córdoba (Argentina) por Cuando seas mayor y sepas guardar el secreto.

### Nacionales
- Premio Único de ensayo literario otorgado por el MEC por "A salto de sapo".
- Primer Premio en Literatura para niños y jóvenes otorgado por el MEC (once veces).
- Segundo Premio en Literatura para niños y jóvenes otorgado por el MEC (dos veces).
- Mención en Literatura para niños y jóvenes o en Teatro para Niños otorgadas por el MEC (siete veces).
- 2003, Premio Bartolomé Hidalgo, otorgado por la Cámara Uruguaya del Libro.
- Premio Legión del Libro otorgado por la Cámara Uruguaya del Libro.
- 2003, Premio Dragón de San Fernando, otorgado por la Intendencia Municipal de Maldonado con motivo de la 1ª Feria del Libro de Maldonado.
- Autora recomendada dentro del plan de Lectura Recreativa en el Programa de Lengua para el Ciclo Básico de Enseñanza Secundaria (Uruguay).
- 2001, Primer Premio en Literatura para Niños y Jóvenes, otorgado por el Ministerio de Educación y Cultura de Uruguay.